# Karl von Veith
Karl Johann Veith, seit 1871 von Veith, in der Literatur auch Carl Johan von Veith, (* 28. Dezember 1818 in Magdeburg; † 21. März 1892 in Bonn) war ein preußischer Generalmajor und Kommandeur der 6. Feldartillerie-Brigade.

## Leben

### Herkunft
Karl war ein Sohn des preußischen Oberst Johannes Veith (1788–1856) und dessen Ehefrau Marie, geborene Treubrodt (1795–1873).

### Militärkarriere
Veith trat am 6. Dezember 1836 als Kanonier in die 7. Artillerie-Brigade der Preußischen Armee ein und absolvierte von Oktober 1837 bis September 1839 die Vereinigte Artillerie- und Ingenieurschule. Anschließend wurde er als außeretatmäßiger Sekondeleutnant zum Artillerieoffizier ernannt. Zur weiteren Ausbildung besuchte Veith ab Oktober 1843 für drei Jahre die Allgemeine Kriegsschule. Im Jahr 1849 wurde er Adjutant beim VII. Armee-Korps und war 1850/53 zum Topographischen Büro kommandiert. Am 22. Juni 1852 zum Premierleutnant befördert, kam er am 20. Oktober 1853 zur kombinierten Festungsartillerie-Abteilung. Er wurde am 5. Oktober 1854 in den Großen Generalstab kommandiert und am 4. November 1854 unter Belassung in diesem Kommando wieder in sein Stammregiment versetzt. Vom 19. Mai 1855 bis zum 2. April 1858 war Veith als Hauptmann im Generalstab des V. Armee-Korps tätig und wurde anschließend mit Patent vom 22. Juni 1852 Kompaniechef im Garde-Artillerie-Regiment.
Bei der Mobilmachung anlässlich des Sardischen Krieges war Veith 1859 als Generalstabsoffizier zur mobilen 4. Kavallerie-Division kommandiert. Unter Beförderung zum Major erfolgte am 11. Juli 1859 seine Versetzung in den Generalstab. Er wurde am 19. November 1859 dem Großen Generalstab aggregiert und am 10. Januar 1860 einrangiert. 1861/63 war Veith zugleich auch als Lehrer an der Kriegsakademie tätig. Unter Beförderung zum Oberstleutnant wechselte er am 25. Juni 1864 mit der Ernennung zum Kommandeur der I. Abteilung des Garde-Artillerie-Regiments in den Truppendienst und war zugleich ab September 1864 wieder Lehrer an der Kriegsakademie und Mitglied der Studienkommission der Artillerie- und Ingenieurschule. Anfang Juni 1865 wurde er von seiner Lehrtätigkeit entbunden und zum Mitglied der Prüfungskommission für Premierleutnants der Artillerie sowie der Studienkommission für die Kriegsschulen und für das Kadettenkorps berufen. Unter Versetzung in den Generalstab der Armee beauftragte man Veith am 6. Februar 1866 zunächst mit der Wahrnehmung der Geschäfte eines Abteilungschefs im Großen Generalstab und ernannte ihn am 3. April zum Abteilungschef. Im gleichen Jahr nahm er während des Deutschen Krieges als Chef des Generalstabes des II. Reserve-Korps am Feldzug gegen Bayern teil und erhielt für sein Wirken das Großkomturkreuz des Hausordens der Wendischen Krone, des Herzoglich Sachsen-Ernestinischen Hausordens mit Schwertern sowie des Orden Albrechts des Bären mit Schwertern. Nachdem man ihn von seiner Stellung entbunden hatte, würdigte ihn König Wilhelm I. am 20. September 1866 durch die Verleihung des Kronen-Ordens II. Klasse mit Schwertern.
Veith avancierte am 31. Dezember 1866 mit Patent vom 30. Oktober 1866 zum Oberst und erhielt 1869 das Kommandeurkreuz II. Klasse des Ordens vom Zähringer Löwen und das Komturkreuz des Ordens der Württembergischen Krone. Für die Dauer des mobilen Verhältnisses anlässlich des Krieges gegen Frankreich war er Chef des Generalstabes beim Generalgouvernement im Bereich des I., II., IX., und X. Armee-Korps unter General der Infanterie Eduard Vogel von Falckenstein. Am 8. April 1871 kehrte er als Abteilungschef in den Großen Generalstab zurück und wurde am 16. Juni 1871 in den erblichen preußischen Adelsstand erhoben.
Unter Stellung à la suite des Generalstabes der Armee erfolgte am 26. Juli 1871 seine Versetzung als Kommandeur der 6. Artillerie-Brigade nach Breslau und am 18. August 1871 stieg er zum Generalmajor auf. Mit der Verleihung des Roten Adlerordens II. Klasse mit Eichenlaub wurde Veith am 16. Oktober 1873 mit Pension der Abschied bewilligt und er am 3. September 1874 mit seiner Pension zur Disposition gestellt.
Der spätere Generalfeldmarschall Moltke schrieb 1869 in seiner Beurteilung: „Ein umsichtiger pflichtgetreuer Offizier, gewissenhafter und gründlicher Arbeiter, ruhig, überlegen, mit unermüdlichem Fleiß begabt, ist Oberst Veith eine sichere Stütze seines Vorgesetzten. Er würde sich sehr zum Generalquartiermeister bei einem Armeekommando eignen. Die gründliche Kenntnis seiner Waffe, praktische Erfahrung, die er in verschiedenen Dienstchargen derselben gesammelt hat und bei aller Fügsamkeit und Bescheidenheit eine ungemein tüchtige und achtungswerte Persönlichkeit, befähigen ihn zu jeder höheren militärischen Stellung. Oberst Veith hat in den letzten Jahren sich ein neues Verdienst durch die Ausbildung und richtige Behandlung der sämtlich in seiner Abteilung kommandierten sächsischen und süddeutschen Offiziere erworben. Ich kann diesem vortrefflichen Stabsoffizier in allen Beziehungen das beste Lob spenden.“

### Aktivitäten im Ruhestand
Nach seinem Ausscheiden aus dem Militärdienst wurde von Veith Archäologe. Das notwendige Wissen und die erforderlichen Fertigkeiten eignete er sich als Autodidakt an, wobei ihm seine militärgeographischen und -kartographischen Kenntnisse zu statten kamen. Seit Mitte der 1870er Jahre wirkte er im Großraum Bonn, leistete Pionierarbeit bei der Erforschung der Römerstraßen des Rheinlands, leitete Ausgrabungen im Legionslager Bonn und im Flottenkastell Alteburg und publizierte bis weit in die 1880er hinein.
Von Veith starb am 21. März 1892 in Bonn.

### Familie
Veith heiratete am 17. November 1857 in Posen Adelheid Elten (1837–1925). Das Paar hatte mehrere Kinder:
- Mathilde Frederike (* 1858) ⚭ 1886 Gisbert Krümmer (1856–1922), Berghauptmann des Oberbergamtes Dortmund
- Antonie Magarethe (* 1860)
- Helene Johanne Bertha (1861–1902)
- Gertrud Maria Amy (* 1864), dienende Schwester des Johanniterordens
- Gustava Sophie Dorothea (1879–1970), deutsche Aquarellmalerin und Expressionistin ⚭ 1908 Robert Engels (1866–1926), Kunstmaler

## Schriften
- Das römische Köln. A. Marcus, Bonn 1985.
- Die Römerstrasse von Trier nach Köln und Bonn. In: Bonner Jahrbücher. 82, 1886, S. 35–58, (journals.ub.uni-heidelberg.de).

- Castra Bonnensia. A. Marcus, Bonn 1888.